# Wolf Pack (organisation criminelle)
Pour les articles homonymes, voir Wolf Pack.
Le Wolf Pack (meute de loups en anglais) était un gang situé à Québec, démantelé par la police le 17 décembre 2002 dans le cadre de l'opération Scorpion. L'activité que ses membres exerçaient était le proxénétisme. Certaines prostituées du réseau étaient mineures. Maria Mourani, criminologue et députée affirme que le groupe était dirigé par des Hells Angels, qui, grâce à une agence d'escorte, envoyaient des clients aux femmes victimes du Wolf Pack. Le Wolf Pack serait selon toute vraisemblance un gang de rue associé aux Crips de Montréal. D'autres personnes affirment qu'il n'est pas lié aux crips de Montréal et qu'il a, en fait, été créé dans un « ghetto »  de la ville de Québec.
Les 11 accusés ont fait face à un total de 144 chefs d'accusation de proxénétisme, voies de fait, menaces et d'avoir vécu des fruits de la prostitution de jeunes filles d'âge mineur pour la plupart.
Certains ont aussi eu à répondre à des accusations d'agression sexuelle, et quatre d'entre eux ont été accusés de gangstérisme. Si plusieurs sont demeurés au cœur de la justice québécoise, le système a perdu la trace d'une poignée.

## Fonctionnement du réseau

### Relation entre les proxénètes
Le Wolf Pack était un réseau très bien organisé. Chaque membre avait son rôle particulier et l'argent circulait entre les membres.

### Fonctionnement de la recherche des clients
La majorité des clients étaient des individus qui obtenaient des services sexuels en allant dans des strip club. Ces endroits étaient situés dans différentes villes dans la province de Québec. Les clients se connaissaient parfois entre eux.. Madame Mourani, criminologue et députée, mentionne aussi que les Hells Angels s'occupaient de fournir des clients grâce à une agence d'escorte qu'il utilisait. Elle a aussi mentionné que ceux-ci étaient les réels meneurs du Wolf Pack. Les sources de Madame Mourani sont cependant anonymes et donc, douteuses. La majorité des journalistes affirme que les Wolf Pack était lié aux Hells Angels, mais qu'ils ne menaient pas ce réseau. Les filles étaient envoyées dans d'autres villes notamment à Montréal, Saint-Hyacinthe, Jonquière, Trois-Rivières, Nicolet, Victoriaville ou dans la Beauce.
Le point principal de rendez-vous était la boutique Après-demain qui se situait au 748, rue Saint-Jean, dans la ville de Québec, propriété d'un des accusés, Georges Radwanli, qui a fait face à 17 chefs d'accusation dont neuf pour proxénétisme et un pour avoir tenu une maison de débauche. La boutique a été vandalisée quelques jours après que le scandale a éclaté. La majorité des clients savait que les filles étaient mineures. Selon le service de police de la ville de Québec, les services demandés par les clients « dépassaient toute imagination ». Ils n'ont cependant pas mentionné plus de détails à propos de la nature des services demandés.
La majorité   des proxénètes n'envoyaient pas les femmes prostituées dans cette maison de débauche. Il est probable que seul Téchelet Pierre-de Bellefeuille ait envoyé des femmes à cet endroit. Les autres proxénètes envoyaient plutôt les femmes se prostituer dans des strip club qui était, en réalité, des bars à gaffes.

### Processus de victimisation des femmes prostituées
Il est très difficile de savoir dans quel type de famille les victimes évoluaient généralement. La quasi-totalité des articles que nous avons consultés indique qu’elles évoluaient dans des bonnes familles et ces articles mentionnent que celles-ci provenaient de classe moyenne et que ces jeunes femmes n’avaient pas de problèmes avec leurs parents. Le terme « femmes de bonne famille » est souvent évoqué. Cependant, certains articles nous indiquent le contraire. Dans un article, on apprend que, lors du procès d’André Pélissier, parmi les quatre jeunes femmes qui se prostituaient sous les ordres de celui-ci, trois avaient un dossier à la protection de la jeunesse. L’enquêteuse Nathalie Thériault, avant l’opération Scorpion, dans le cadre d’une enquête, avait posé des questions à des jeunes femmes qui se prostituaient. Elle mentionne que ce sont souvent des jeunes femmes naïves qui sont en manque d'amour d'attention et d'amis. En décembre 2004, selon Daniel Côté directeur de la protection de la jeunesse (DPJ), au centre jeunesse l'escale (situé dans la ville de Québec), parmi les cinquante adolescentes qui y habitaient, environ dix femmes étaient prises avec des problèmes relatifs à la prostitution. Il est très difficile de connaître les origines sociales des victimes étant donné que leur anonymat est protégé.
Les filles étaient âgées de 14 à 17 ans. C'est sur la base d'un lien de confiance que les membres du Wolf Pack recrutaient les jeunes filles, entre autres près des bars, des parcs et des écoles. Au début, amicales et amoureuses, les relations finissaient par s'appuyer sur le chantage. Lors des rencontres, les proxénètes étudiaient les points faibles des victimes afin de mieux les manipuler. Ils voulaient vraiment charmer la victime. Par la suite, les proxénètes incitaient les femmes à « repousser les limites de leur sexualité ». Par exemple, le proxénète pouvait inciter la jeune femme à coucher, de manière progressive, avec le plus d'hommes possibles chaque semaine. Après un certain temps, le proxénète pouvait dire à la victime que, puisqu'elle couchait avec beaucoup d'hommes gratuitement, elle pouvait coucher avec beaucoup d'hommes tout en étant rémunérés.
Le chef du réseau possédait un salon de coiffure. Il est possible que celui-ci a été utilisé pour recruter. Le salon était situé en face d'une école primaire.
Les proxénètes prenaient de 50 % à 100 % des revenus générés par les femmes prostituées.
Les filles étaient envoyées dans d'autres villes notamment à Montréal, Saint-Hyacinthe, Jonquière, Trois-Rivières, Nicolet, Victoriaville ou dans la Beauce.

### Une filiale libanaise?
Dans un article écrit dans le journal Le soleil, la journaliste mentionne qu'il y avait aussi une filière libanaise. En se basant sur des documents juridiques obtenus par TVA, elle mentionne la présence de ce deuxième réseau. Selon ces documents, les deux réseaux étaient complètement indépendants.
Le réseau contrôlé par les Libanais mettait en scène « des hommes d’affaires importants prêts à payer de bonnes sommes d’argent pour assouvir leurs instincts sexuels». Certains membres de ce réseau diffusaient, dans Internet, des films et des photos pornographiques mettant en scène des enfants.
Des stratégies  étaient utilisés pas les Libanais pour attirer les adolescentes, qui devaient «être jolies et avoir l’air très jeunes, puisque c’est ce que les clients recherchaient ». Un salon de coiffure aurait notamment servi de couverture aux proxénètes. Deux Libanais ont été accusés et reconnus coupable d'avoir obtenu des services sexuels donnés par des mineurs (Georges Tannous et Georges Radwanli). Aucun libanais n'a été reconnu coupable de proxénétisme. Concernant Monsieur Radwanli, il est fort probable qu'il était proxénète en raison du fait qu'il était propriétaire d'un des points de rencontre.On peut penser que les policiers ont laissé tomber certaines accusations afin que Radwanli plaide coupable à d'autres accusations. Les policiers ont possiblement voulu ainsi éviter que les victimes soient obligés de témoigner.

## Réaction des citoyens
Comme il a été mentionné précédemment, la boutique Après demain s'est fait vandaliser. De nombreuses autres actions ont été commises.

### Agression du tenancier de bordel en prison
Georges Tannous, propriétaire du bordel, a été agressé par des détenus. Ils lui ont notamment aspergé le visage avec un produit nettoyant très puissant. Le restaurateur a aussi raconté devant le tribunal que des détenus avaient lancé un rouleau de papier de toilette en flamme lorsqu'il dormait. Après cet évènement, il a affirmé qu'il désirait sortir de prison et qu'il était prêt à payer une grosse caution.

### Pétition signée en guise de solidarité avec les victimes
Sébastien Vachon, jeune homme d'affaires, a publié une pétition pour soutenir les victimes. Il critique particulièrement les hommes d'affaires qui ont eu recours à ces services.

## Membres

### Nerva Lovinski
Considéré comme la tête dirigeante du réseau, Lovinski, dit le Lion, avait 28 ans en 2002 lors de la frappe de l’opération Scorpion. À l’époque, il avait écopé d’une peine d’emprisonnement de six ans de pénitencier et avait plaidé coupable à 18 des 50 chefs qui pesaient contre lui. Il a été accusé de proxénétisme, d’attouchement sexuel et de menace à l'endroit d'une douzaine de jeunes filles. Selon les informations obtenues par le Journal de Montréal, il aurait quitté la région de Québec et habiterait Laval. En janvier 2010, il a plaidé non coupable à une accusation de possession de stupéfiants. Il était sous mandat d’arrestation en 2012.

### André Pélissier
André Pélissier a été le premier accusé à avoir été reconnu coupable de six des huit chefs d'accusation qui pesaient contre lui, dont incitation à la prostitution. Reconnu comme le gourou du Wolf Pack, il avait été condamné à trois ans et demi d'emprisonnement. Depuis sa sortie de prison, il n’a pas été revu.

### Jean Pierrin
Jean Pierrin n'avait que 19 ans au moment du démantèlement du Wolf Pack en 2002. Depuis ces événements, il a connu d'autres ennuis avec la justice, notamment en 2006, où il a écopé d’une peine de neuf mois d’emprisonnement, assortie d’une période de probation de trois ans pour des accusations d’agression armée et de menace. Sous mandat d’arrestation en juillet, il a comparu le 26 octobre dernier pour faire face à des accusations de possession de stupéfiants dans le but d’en faire le trafic. Il a été trouvé coupable d’avoir comploté avec Huron-Laperrière et Gagné pour donner une correction à un homme sur la rue De La Colombière Ouest, dans le quartier Limoilou. Avant son arrestation, il faisait partie d'une liste qui mentionnait les 10 criminels les plus recherchés du Québec.

### Clément Karera
Dans cette histoire, Clément Karera est le proxénète qui a initié à la prostitution l'adolescente de 17 ans qui a ensuite compté parmi ses clients du populaire animateur de radio Robert Gilet et l'ex-président du Carnaval.En 2010, après avoir sorti de prison, Monsieur Karera a agressé un individu dans un bar à l’aide d’une bouteille de bière. Puis, quelques jours plus tard, il avait enlevé et séquestré deux trafiquants avec des complices. Il s'est servi d'un pistolet 9mm et Karera a commis ses crimes «dans un climat de violence assez inouïe», selon le juge. D’ailleurs, une fois incarcéré, il a participé au émeute et incendie de la prison d’Orsainville en juillet 2010, où deux détenus sont morts:
-Yaouvi Éric Adamson ainsi que son co-détenu Denis Ampleman, pratiquement dans ses bras». Il a été coupable et a écopé de 10 ans de prison. Karera a cumulé plusieurs manquements disciplinaires au provincial et une «douzaine de rapports» au fédéral. Il s'est vu accorder une liberté conditionnelle en maison de transition mais après plusieurs bris, il décide de ''Finir son temps'' car les conditions de sa remise en liberté partielle sont trop sévères et qu'une accusation de bris de probation pourrais retarder sa liberté complète. Maintenant libre Clément Karera a déclaré dans plusieurs podcast où il était l'artiste invité, avoir fait la paix avec son passé et se concentrer sur sa musique, sa famille et dit vouloir encourager la jeunesse à choisir des moyens pour se faire entendre et respecter sans l'utilisation de la violence.

### Jean-Claude Karera
Il est le frère de Clément Karera. Même après avoir purgé des peines en lien avec l'opération Scorpion, il a commis de nombreux gestes criminels. En 2010, alors qu'il travaillait dans une entreprise de sécurité privée, Jean-Claude Karera a fait des voies de faits envers une réceptionniste. Cette affaire avait fait couler beaucoup d'encre étant donné que de nombreux journalistes ne trouvaient pas cela normal qu'un individu anciennement lié au Wolf Pack travaille pour une entreprise de sécurité privée. L'entreprise en question avait ensuite publié un communiqué dans lequel elle mentionnait qu'elle allait consulter les casiers judiciaires avant d'engager d'autres employés,. En prison, il a continué à bénéficier de l'aide social. En 2018, le ministère de l'Emploi et de la Solidarité sociale inscrit une procédure à la Cour du Québec pour récupérer 15 000 $ auprès de Jean-Claude Karera. Il habiterait maintenant en Alberta, dans la ville d'Edmonton.

### Jocelyn-Philogène Mior
Mior avait écopé d’une peine de 11 mois d’emprisonnement à la suite de l’opération Scorpion en 2002. En 2004, il a plaidé coupable à une accusation de méfait, accusation pour laquelle il a écopé d’une peine d’emprisonnement de neuf mois.En 2008, il a été une seconde fois reconnu coupable et a écopé d'une peine de 10 mois de prison. En 2010, il a reçu une peine de deux mois d’emprisonnement, assortie d’une période de probation de 24 mois pour des accusations relativement au trafic de stupéfiants. Le 14 octobre dernier, la police de Québec a émis un communiqué afin de solliciter la population pour localiser l’homme de 31 ans. Selon la famille de ce dernier, il aurait quitté son lieu de résidence de Québec au mois de mars et n’a pas été revu depuis (2012).

### Téchelet Pierre-de-Bellefeuille (Weshtesh)
Téchelet Pierre-de-Bellefeuille a été chanteur dans le groupe hip-hop Blakk Berreta. Dans une entrevue publiée dans le journal Le Soleil, il affirmait désirer retourner dans le droit chemin et vouloir faire de la prévention auprès des jeunes. Il s'est à nouveau lancé dans la musique avec pour pseudonyme Weshtesh. Il  vend sa musique dans quelques boutiques de la Basse-Ville.
En 2009, il a toutefois écopé d’une peine de 14 mois d’emprisonnement, assortie d’une période de probation de trois ans pour proxénétisme, intimidation et entrave à la justice. Récemment, il a comparu au palais de justice de Québec pour bris d’engagement puisqu’il a omis de signaler son changement d’adresse à la Cour. Remis en liberté, il lui est maintenant interdit de se trouver dans 53 villes ou ex-villes de la province de Québec. En décembre 2016, Téchelet Pierre de Bellefeuille a été reconnu coupable par un jury de proxénétisme et d'extorsion aux dépens d'une escorte de 19 ans. Il a écopé d'une peine de près de cinq ans de prison.
En 2019, Téchelet Pierre-de-Bellefeuille tente de se construire une carrière musicale. Il a notamment sorti le clip J'aime Québec. Dans ce clip, on peut notamment apercevoir le rappeur connu et subventionné Koriass. Il a produit un album dans lequel il parle sa réhabilitation. La même année, il fut arrêté une fois de plus pour proxénétisme.

### David Moïse
David Moïse, aujourd’hui âgé de 28 ans, a écopé en 2003 d’une peine d’emprisonnement de 12 mois à la suite d’un plaidoyer de culpabilité pour possession de stupéfiants dans le but d’en faire le trafic.

### Patrick Kayishema
À la suite de l’opération Scorpion, Kayishema a écopé d’une peine suspendue de trois ans. Depuis, il a reçu de nombreuses sentences de courtes durées pour des accusations concernant des libertés illégales. Deux femmes, dont une était sa conjointe, elles devaient lui donner l'entièreté de ce qu'elles gagnaient. Elles travaillaient de 5 à 6 jours par semaine. Pendant sa probation de trois ans, il devait s’abstenir de se rendre dans des bars de danseuses à l’exception du Lady Mary Ann pour aller reconduire et chercher sa conjointe. Il a pourtant été arrêté une multitude de fois pour avoir été en liberté sans excuse ainsi que pour possession de drogue.
En 2012, il a écopé d'une amende pour une possession de cannabis. En décembre 2016, il a été accusé de trois chefs d’accusation ont été déposés contre l’individu, dont celles d’avoir exercé un contrôle sur les mouvements d’une personne qui offre des services sexuels moyennant rétribution, contrôle en vue de l’exploiter et d’avoir bénéficié de matériel qu’il savait avoir été obtenu par la prostitution. Une accusation de voie de fait a aussi été déposée. Ces accusations sont tombées.

### Jean-Max Dolcine
Concernant cette affaire, Monsieur Dolcine a écopé d'une peine de 18 mois de prison. Dolcine est loin d’en avoir terminé avec la justice. L’homme de 34 ans subira son procès le 1er décembre prochain. L’homme au dossier criminel bien garni est, entre autres, accusé de voies de fait ayant causé des lésions dans un contexte de violence conjugale. La conjointe de Dolcine se serait fait partiellement amputer un doigt lors d’une dispute. Lors d’une autre chicane, motivée par la jalousie, la victime aurait eu une dent cassée. À l’automne, l’accusé lui aurait mordu le bras et, dans un autre épisode en 2009, il l’aurait rouée de coups. Il a déjà été condamné à des peines de 18 mois en 2003 et de 30 mois en 2007 pour avoir incité une mineure et une jeune femme de 20 ans à se prostituer.

### Jean Denizard Fandal
Fandal a été déporté.

### Jean-Bernard Estelle
Jean-Bernard Estelle a été déporté.

### Ndjeka-Kundju Kandula
Ndjeka Kundju Kandula a été déporté.

## Clients

### Reconnus coupables
Robert Gillet était sans doute le client le plus connu qui a été reconnu coupable d'avoir payé des services sexuels d'une mineure (17 ans). Il a cependant été acquitté d'avoir payé les services sexuels d'une autre mineure (15 ans) et de l'avoir agressée. Pendant le procès, elle était très tendue. Elle a demandé au juge de sortir de la salle. Il l'a laissée sortir pendant 5 minutes. Aussi, après cela, lorsqu'elle devait écouter un audio dans lequel elle parlait avec Georges Radwanli (client), elle demanda de sortir. L'avocat de Monsieur Gillet, qui l'interrogeait a refusé de  lui accorder cette permission. Elle demanda alors de lire les textes pour ne pas entendre l'audio. L'avocat a refusé, en mentionnant que le ton des voix important. Dans l'audio en question, on pouvait entendre la plaignante supplier George Radwanli de venir au bordel en tant que client. La femme prostituée avait mentionné aux policiers qu'elle détestait George Radwanli. L'objectif de l'avocat de Monsieur Gillet était donc de montrer que la femme prostituée était une menteuse. Elle a mentionné qu'elle détestait George Radwanli, mais qu'elle tentait aussi de le séduire dans le but de garder ce client qui d'ailleurs, conseillait à d'autres personnes de demander des services sexuels rémunérés à des femmes mineures.
La couronne a mentionné que le juge avait largement influencé les jurys. Avant le procès, un comité de parents avait d’ailleurs demandé que le témoignage des victimes soit fait à huis clos ou derrière un paravent.

Monsieur Bellemarre, qui était alors le procureur en chef, a mentionné que la priorité n'était pas de condamner les clients, mais plutôt de sortir les victimes de la prostitution 
« Si elles ne veulent pas aller en Cour, elles n’y iront pas » 
De nombreuses autres personnalisées relativement connues ont aussi été accusées et reconnues coupables dont Jacques Racine, propriétaire d’une chaîne de pharmacies, Charles Nourcy, restaurateur, et Yvan Cloutier, ex-président du Carnaval de Québec et candidat libéral défait dans Limoilou à l’élection de 1994.
D'autres hommes d'affaires, soit Charles Nourcy, Claude Mailloux, Georges Tannous et Rahman Abdul Kharamandech étaient aussi des clients. Sylvain Gagné, responsable de l’enquête, qualifie tous les suspects mentionnés ci-dessus de «clients réguliers». Georges Tannous a aussi été accusé de séquestration et de possession de pornographie juvénile.
Autres clients:
- Yves Doyon (qui était un des membres du conseil d'administration du festival d'été de Québec[32],[33]
- George Radwanli (commerçant, coupable d'avoir obtenu des services sexuels tarifiés de neuf jeunes filles mineures, aussi reconnu coupable d'avoir encouragé des adultes à avoir des relations sexuelles avec des mineures, il agissait aussi en tant que proxénète)[34],[35]
- Salim Chouery[36]
- Manuel Mansour[36]
- Ioannis Balalas[37]
- Ahmad Cheraim[37]
- Salim Choueri[37]
- Jean-Francois Guay[37]
- Réjean Jobin[37]
- Victor Karmouche[37]
- Abdul Karmouche[37]
- Claude Mailloux[37]
- Manuel Mansour[37]
- Charles Nourcy[37]

### Autres clients potentiels

#### Des ministres du Parti québécois impliqués?
Il est à noter que, lorsque les arrestations ont été effectuées (17 décembre 2002), c'est le Parti québécois qui est au pouvoir depuis 1994.

Le sergent-détective et enquêteur en chef Roger Ferland a affirmé que, dans un document audio d'une conversation téléphonique, la conjointe du chef du Wolf Pack, Nadine Gingras avait mentionné que certains clients étaient des ministres. Le procureur Michel Greene a aussi invoqué dans un procès la possibilité que des ministres aient eu recours aux faveurs sexuelles de mineures. Roger Ferland a mentionné que les policiers détenaient les noms des ministres supposément impliqués mais qu'il n'y avait aucune autre preuve, hormis le document audio, qui montrait que des ministres étaient impliqué. Selon lui, c'est pour cette raison qu'aucune accusation a été déposé contre des ministres. 
« J'ai des ministres parmi mes clients » (Nadine Gingras, femme du chef du Wolf Pack, parlant à sa sœur jumelle, 2002 ou 2003)
Cependant, le directeur de la police de Québec, Daniel Langlais, et le procureur en chef, Jacques Casgrain ont mentionné, après avoir écouté le document audio en question, ont mentionné qu'aucune personne disait qu'un ministre était impliqué.
Quant à Nadine Gingras, elle a mentionné que l'enquêteur Ferland avait mal compris les propos présents dans le document audio. Elle a mentionné qu'elle n'était pas une prostituée et que celle-ci ne connaissait donc pas les clients.

#### Un communiqué publié
Dans le but de faire taire les « rumeurs », Daniel Langlais a publié un communiqué dans lequel il a « divulgué » des contenus de l'audio en question. Il mentionne notamment que, lorsque Nadine Gingras affirme qu'il a des ministres d'impliquer, elle commente une nouvelle à la télévision:
« Un réseau de prostitution. Ça serait pas une tête dirigeante, mais il serait impliqué pis y a des grosses personnalités. des genres de ministres, pis tout ça là. qui sont impliqués là-dedans, qui étaient des clients. Écoute les nouvelles, tu vas voir. » (Nadine Gingras parlant à sa sœur jumelle, 2002 ou 2003)
Monsieur Langlais rapporte ces propos de manières écrites. On ne peut donc pas s'assurer de la véracité de cette citation.
De plus, en publiant cette « citation », Daniel Langlais viole une ordonnance de la cour qui mentionne qu'aucune citation doit être publiée.

#### Réaction du Parti québécois
Les députés du Parti québécois ont demandé qu'une enquête soit relancée pour faire la lumière sur cette affaire. L'enquête n'a pas été relancée.

##### Individus qui ont été accusés sans source indiquant qu'ils ont été reconnus coupables
- Jean-François Guay (avocat, ami Monsieur Yves Doyon et de Robert Gillet)[32]
- François Houle (qui était président du festival d'été lorsqu'il a été accusé, acquitté)[40]
- Anthony Torbet (restaurateur libanais)[41]

Salim Choueri et Georges Radwanli (client et tenancier du bordel, mais qui ne faisait pas partie du Wolf Pack) ont affirmé qu'ils connaissaient 25 à 50 clients, principalement des hommes d'affaires, qui ont été clients mais qui n'ont pas été accusés. Ils ont aussi mentionné qu'ils connaissaient un autre individu qui avait agi en tant que proxénète et client, mais que celui-ci n'avait pas été accusé. Pour ce dernier, ils ont donné son nom à la police, mais la police n'a pas retenu ces accusations. Ils n'ont pas dit publiquement le nom de cet individu

## L'après Wolf Pack
En septembre 2003, le chef de police de la ville de Québec, Daniel Langlais, a décidé de sonner la fin de l'escouade Scorpion. De nombreux individus se sont opposés à cette décision.

### Positions des trois plus gros partis politiques (PLQ, PQ, ADQ)
Le Parti libéral, qui était alors au pouvoir, a décidé de ne pas contester la décision de Monsieur Langlais.
Selon le PLQ, l'escouade Scorpion doit être supprimée étant donné que son existence pourrait menacer la sécurité des femmes prostituées. Cet argument est très mal vu dans la province de Québec. Il mentionne aussi que le maintien de son existence risquerait de signifier que l'escouade n'a pas bien fait son travail.
Selon le PQ, l'escouade Scorpion doit être menue dans le but de montrer aux citoyens que des ministres du Parti québécois n'ont pas été  des clients et ainsi rétablir leur réputationMario Dumont, quant à lui a mentionné que l'escouade Scorpion doit être maintenue dans le but de potentiellement montrer qu'il y a eu de la corruption dans cette affaire. Monsieur Dumont n'a pas dit qu'il y en avait, mais il a affirmé qu'il pouvait en avoir. Le chef de l'ADQ a aussi réclamé la nomination d'un procureur indépendant afin qu'il enquête sur la potentialité de la présence de corruption dans le service de police de la ville de Québec. Mario Bellemarre, ministre de la justice, a refusé cette proposition,.

### Manifestation pour le maintien de l'escouade Scorpion
Après les arrestations de nombreux membres faisant partie du Wolf Pack, le chef la police de Québec, Daniel Langlais, a ordonné aux personnes qui travaillaient dans l'escouade Scorpion de se consacrer d'autres tâches. De nombreuses manifestations citoyennes, qui ont pris différentes formes, ont émergé pour lutter contre cette décision
Le Conseil du statut de la femme s'est positionné contre la position de Monsieur Langlais et ce conseil a mentionné qu'il y avait entre 500 et 800 prostituées dans la ville de Québec.
Une pétition pour la poursuite de l'escouade Scorpion a été signée par plus de 80 000 résidents de la ville de Québec a été signé.

Après l'opération, le service de police de la ville de Québec a reçu une subvention du gouvernement provincial de 100 millions pour lutter contre les gangs de rue. La lutte contre les gangs de rue devient une priorité. Certains individus ont mentionné que la lutte contre les gangs de rue générait du profilage envers les noirs et les gens qui écoutaient du rap.

### Accusation de corruption
En raison notamment du désir d'en finir avec cette escouade, de nombreux individus accusaient le gouvernement de vouloir protéger des clients.

« Je ne comprends pas pourquoi on a arrêté le projet. La confiance est brisée et je suis à la recherche de la vérité. J’ai l’impression qu’on est en train s’en faire passer une petite vite » (Claude Bernard, commerçant ayant participé au mouvement contre la fin de cette escouade) »

Pour calmer ce qu'il qualifia de rumeurs, le procureur général Marc Bellemare a effectué deux actions. Il a premièrement versé une somme de 100 000 $ via les fonds publics, à un organisme visant à aider les femmes à sortir de la prostitution. La population de la ville de Québec a très mal réagi. Beaucoup de citoyens pensaient que cette somme aurait dû être reversée à la police de la ville de Québec pour notamment financer le maintien de l'escouade Scorpion. De plus, l'organisme a été vivement critiqué en raison de l'orientation sexuelle de la femme qui dirigeait l'organisation. Cette femme était lesbienne. André Arthur, qui était probablement l'animateur de radio le plus connu au Québec, a laissé entendre que cette femme risquait d'agresser les survivantes de la prostitution.
En tant que procureur général, Monsieur Bellemare a fait appel à une décision du tribunal. Un juge avait décidé de condamner à trois ans et demi de prison le premier proxénète du Wolf Pack qui a été jugé. Bellemarre jugeait alors la sentence trop clémente.
Marc Bellemarre a aussi laissé entendre qu'il était difficile de poursuivre tous les clients :

« Ça s’est passé dans un milieu occulte avec de l’alcool et des drogues, ce qui complique le travail. Il faut arrêter de penser que s’il y a tant de victimes, il doit y avoir tant de clients accusés »

### Reportage explosif diffusé par TVA
Dans un reportage publié par TVA, les journalistes déduisent que le proxénète George Radwanli, qui n'avait pas été jugé à ce moment, a possiblement tenté de soudoyer un juge en lui permettant d'obtenir des services sexuels d'une mineure. Jean Charest, qui était alors Premier ministre, a mentionné qu'il prenait l'affaire au sérieux. Marc Bellemare a dit qu'il songerait à engager un procureur indépendant. L'avocat Guy Bertrand et Mario Dumont ont réitéré leur demande qui consistait à engager un procureur indépendant. Le reportage de TVA se base sur un enregistrement audio de la cour. Dans ce document audio, George Radwanli discute avec un interlocuteur dont on ne connait pas le nom. L'interlocuteur propose à George Radwanli de se faire défendre par une avocate dans un dossier relatif à des gestes de violence conjugale qu'il aurait commis envers sa femme. Le propos que nous avons mentionné n'a aucun rapport avec l'affaire Scorpion. Cependant, après avoir mentionné cela, l'interlocuteur mentionne à Monsieur Radwanli que cette avocate aurait donné « des prostituées à des juges pour ensuite les faire chanter et gagner ses causes ». La jeune femme de 15 ans qui avait accusé l'animateur de radio Robert Gillet aurait fait partie de ces prostituées. L'interlocuteur a alors proposé à Radwanli de passer par l’avocate pour offrir un petit cadeau à un juge. La conversation est en arabe. Dans l'article qui traite du reportage de TVA nouvelle, on ne sait pas si Monsieur Radwanli accepte la proposition. Lors de la conversation, George Radwanli, tout comme son interlocuteur, ne sait pas qu'il est sous écoute. Cet enregistrement a été réalisé par la police de Québec à l’automne 2002, pendant son enquête sur le réseau de prostitution juvénile. Le reportage de TVA traitait du procès de l'animateur de radio Robert Gillet, mais le document audio a été publié étant donné qu’il se trouvait entre deux bouts de conversation que Radwanli avait avec la jeune prostituée de 15 ans qui avait accusé Robert Gillet de viol.

### Démission de Marc Bellemare, remplacé par Jacques Dupuis
Un mois après la publication du reportage de TVA, Marc Bellemare démissionne. Lors d'une conférence de presse, Jean Charest a notamment expliqué la démission de son ministre par des « considérations familiales ». Lors d'une conférence de presse, M. Bellemare a cependant affirmé qu'il quittait la politique parce que c'est un monde qui ne lui convient pas. Il a affirmé être venu en politique pour défendre des enjeux qui lui tenaient à cœur, comme la réforme des tribunaux administratifs, l'indemnisation des victimes d'actes criminels et la réforme de l'assurance automobile. Il est donc remplacé par Jacques Dupuis. Monsieur Dupuis a mentionné qu'il n'embaucherait pas un procureur indépendant étant donné qu'il faisait confiance aux forces de police.

### Limoilou starz
Après l'opération, le groupe Limoilou starz a perdu de nombreuses subventions. Aucun membre du groupe n'a été accusé. Cependant, le groupe connaissait les membres  qui faisaient partie du Wolf Pack. Le groupe avait aussi effectué des featuring avec un membre du Wolf Pack (Téchelet Pierre-de-Bellefeuille). Le rappeur Webster (rappeur) a mentionné qu'il était victime de contrôles répétés effectués par la police. Avant l'opération Scorpion, le groupe a sorti un album et Téchelet Pierre-de-Bellefeuille est présent. Dans cet album, les rappeurs font l'apologie de la violence armée et insultent les policiers.